# Pilidiostigma
Pilidiostigma é um género botânico pertencente à família Myrtaceae.

## Espécies
1. ↑  «Pilidiostigma — World Flora Online». www.worldfloraonline.org. Consultado em 19 de agosto de 2020